# Direktzahlung
Direktzahlungen sind direkte Geldzahlungen des Staates an die Landwirte mit dem Ziel, sie an der allgemeinen Wohlstands- und Einkommensentwicklung teilnehmen zu lassen, wie es beispielsweise so im deutschen Landwirtschaftsgesetz definiert ist. Sie lösten erzeugungsabhängige Subventionen ab, nachdem in der Uruguay-Runde zum Allgemeinen Zoll- und Handelsabkommen deren Abschaffung beschlossen worden war.

## Struktur und Inhalt von Direktzahlungen in der Europäischen Union
Direktzahlungen sind nicht produktgebundene Subventionen und als solche an konkrete (sich ändernde) Auflagen geknüpft. Direktzahlungen werden von allen westlichen Industrienationen geleistet.
Neben Direktzahlungen zum Ausgleich von Standortnachteilen und Bewirtschaftungserschwernissen, z. B. im Berggebiet (Hangzulage), gibt es Direktzahlungen für „freiwillig“ erbrachte Leistungen (z. B. Sömmerungsbeiträge).
Direktzahlungen sind ein zentrales Steuerungsinstrument der Agrarpolitik. Es gibt allgemeine Direktzahlungen (grundsätzlich nicht nach Nutzung oder Gebiet differenziert) und ökologische Direktzahlungen (an konkrete Maßnahmen geknüpft).
Die ökologischen Direktzahlungen sollen Anreize für eine ökologische Bewirtschaftung schaffen. Sie sind weit weniger umstritten als die allgemeinen Direktzahlungen, da sie eine Leistung abgelten, die von großen Teilen der Bevölkerung auch gewünscht wird. Zum Teil werden aber auch der Verzicht auf eine zu starke Belastung der Böden und des Grundwassers durch schädliche Düngemittel abgegolten. In anderen Produktionssektoren (z. B. Schwerindustrie) werden gewisse ökologische Mindestanforderungen gesetzlich festgelegt, ohne dass die Produzenten ein Anrecht auf Ausgleichszahlungen hätten. Die Agrarwirtschaft ist in allen entwickelten Industrienationen durch das Subventionssystem und einen starken Protektionismus geprägt.
Seit 2005 sind die Direktzahlungen in der EU mit einem umfangreichen Katalog an Umwelt-, Natur- und Tierschutzverpflichtungen verbunden. Diese Cross Compliance genannten Verpflichtungen werden mit unangemeldeten Kontrollen überprüft und können beim Nachweis von Verstößen zu spürbaren Zahlungskürzungen führen.
Die Direktzahlungen sind eines der zentralen Elemente der Agrarpolitik. Sie ermöglichen eine Trennung von Preis- und Einkommenspolitik und von Produktion und Verdienst. Landwirte erhalten vom Staat Geld für bestimmte Leistungen, z. B. die Pflege der Kulturlandschaft, die Erhaltung der natürlichen Ressourcen, einen Beitrag zur dezentralen Besiedelung oder die Erzeugung nachwachsender Rohstoffe (Energiepflanzenprämie), aber auch Flächenbeiträge, welche Landwirte aus dem einfachen Grund erhalten, weil sie landwirtschaftliche Flächen bearbeiten.
Zudem erhalten diejenigen Landwirte, die sich besonders für den Umwelt- und Tierschutz einsetzen, zusätzliche Direktzahlungen (in der Schweiz z. B. nach der Ökoqualitätsverordnung, ÖQV). Diese zusätzlichen Zahlungen, die an strenge ökologische Auflagen gebunden sind, stellen aber im Verhältnis zu den Direktzahlungen einen verschwindend kleinen Teil dar. Ihre Steuerungswirkung ist deshalb auch umstritten.

## Kritik an Direktzahlungen
Von vielen Entwicklungsländern wird die Handhabung der Agrarpolitik im Westen stark kritisiert. Speziell im Primärsektor hätten Entwicklungsländer auf Grund der niedrigen Faktorkosten (Boden, Arbeit) eine gute Möglichkeit, an der globalen Wirtschaft zu partizipieren. Stattdessen werden sie von diesem Bereich systematisch ausgeschlossen.
Umstritten ist in der Schweiz auch das Verteilsystem der Direktzahlungen (insgesamt rund 2,8 Milliarden Schweizer Franken), weil davon ausgegangen werden muss, dass ein signifikanter Anteil der Beiträge (ca. 900 Millionen Schweizer Franken) gar nicht direkt in die Landwirtschaft gelangt, sondern direkt oder indirekt an nachgelagerte Betriebe, von der Verwaltung, von Beratern oder von landwirtschaftlichen Forschungsanstalten bezogen werden. Gegenwärtig wird das Direktzahlungsmodell in der Schweiz neu überdacht und neue Steuerungsstrategien eingeleitet. Verwaltungsintern wird dieser Prozess als "Weiterentwicklung Direktzahlungen, WDZ", bezeichnet.

## Direktzahlungen in der Schweiz
In der Schweiz werden rund 2,8 Milliarden Schweizer Franken pro Jahr oder 75 Prozent des gesamten Agrarbudgets des Bundes für Direktzahlungen aufgewendet. Im Jahr 2017 wurden rund 2,8 Milliarden Franken an über 45.000 Betriebe gezahlt – im Schnitt 54'000 Franken. Fast 6'000 Betriebe erhielten mehr als 100'000 Franken. Bei 7145 Betrieben (rund 16 %) sind im selben Jahr die Direktzahlungen aufgrund diverser Verstöße gekürzt worden; in jedem zweiten Fall ging es dabei um das Tierwohl oder den Tierschutz. Damit Landwirte Direktzahlungen erhalten, müssen sie die Anforderungen des ökologischen Leistungsnachweises (ÖLN) erfüllen. Das Direktzahlungssystem besteht seit dem 1. Januar 2014 aus sieben Beitragsarten:
Kulturlandschaftsbeiträge
Im Jahr 2017 wurden etwas weniger als 20 Prozent der Direktzahlungen für Kulturlandschaftsbeiträge aufgewendet. Diese setzen sich aus sechs Teilbeträgen zusammen:
- Offenhaltungsbeitrag
- Hangbeitrag
- Steillagenbeitrag
- Hangbeitrag für Rebflächen
- Alpungsbeitrag
- Sömmerungsbeitrag

Versorgungssicherheitsbeiträge
Im Jahr 2017 wurden knapp 40 Prozent der Direktzahlungen für Versorgungssicherheitsbeiträge aufgewendet. Diese setzen sich aus drei Teilbeiträgen zusammen:
- Basisbeitrag
- Produktionserschwernisbeitrag
- Beitrag für die offene Ackerfläche und für Dauerkulturen

Biodiversitätsbeiträge
Für bestimmte ökologische Ausgleichsflächen erhalten die Landwirte jährlich folgende Beiträge (Auswahl):
- extensiv genutzte Wiesen

Talzone: 1080 CHF/ha; Hügelzone: 860 CHF/ha, Bergzone I & II 500 CHF/ha, Bergzone III & IV: 450 CHF/ha
- wenig intensiv genutzte Wiesen

alle Zonen: 450 CHF/ha
- Streueflächen

Talzone: 1440 CHF/ha; Hügelzone: 1220 CHF/ha, Bergzone I & II 860 CHF/ha, Bergzone III & IV: 680 CHF/ha
- Ackerschonstreifen

alle Zonen: 2300 CHF/ha
- Buntbrache

alle Zonen: 3800 CHF/ha
- Rotationsbrache

alle Zonen: 3300 CHF/ha
- Hochstamm-Feldobstbäume

alle Zonen: 13.50 CHF/Baum
- Hecken, Feld- und Ufergehölze

alle Zonen: 2160 CHF/ha
Im Jahr 2017 wurden 15 Prozent der Direktzahlungen für Biodiversitätsbeiträge aufgewendet.
Landschaftsqualitätsbeiträge
Landschaftsqualitätsbeiträge werden für bestimmte Projekte ausbezahlt, beispielsweise der Erhalt von Waldweiden, die Pflege von Kastanienselven oder die Förderung des Bergackerbaus. Im Jahr 2017 wurden 5 Prozent der Direktzahlungen für Landschaftsqualitätsbeiträge aufgewendet.

Produktionssystembeiträge
Produktionssystembeiträge werden für fünf verschiedene Programme gewährt: biologische Landwirtschaft, graslandbasierte Milch- und Fleischproduktion (GMF), extensive Produktion von Ackerkulturen (Extenso), regelmäßiger Auslauf ins Freie (RAUS), besonders tierfreundliche Stallhaltungssysteme (BTS). Im Jahr 2017 wurden rund 15 Prozent der Direktzahlungen für Produktionssystembeiträge aufgewendet.
Ressourceneffizienzbeiträge
Ressourceneffizienzbeiträge werden u. a. für die Ausbringung von Gülle mit emissionsmindernder Wirkung, z. B. mittels Schleppschlauchverfahren gewährt. Auch spezielle Systeme zur Innenreinigung von Feldspritzen, welche die Gewässerbelastungen mit Pflanzenschutzmitteln reduzieren sollen, werden mit Direktzahlungen gefördert. Im Jahr 2017 wurden zwei Prozent der Direktzahlungen für Ressourceneffizienzbeiträge (inkl. Gewässerschutz- und Ressourcenprogramme) aufgewendet.
Übergangsbeiträge
Mit Übergangsbeiträgen soll ein sozialverträglicher Übergang von der vorherigen in die Agrarpolitik 2014–2017 sichergestellt werden. Im Jahr 2017 wurden fünf Prozent der Direktzahlungen für Übergangsbeiträge aufgewendet.

## Geschichte
In der Schweiz entwickelte sich die Agrarpolitik seit dem Ersten Weltkrieg, von dem das Land zwar verschont blieb, aber stark mit Lebensmittel-Knappheit zu kämpfen hatte, stark in Richtung Protektionismus. Ein erster Schritt war die Getreideordnung von 1929. Sie verpflichtete den Bund zur Übernahme guten Inlandgetreides zu einem vom Bundesrat festgesetzten, attraktiven Preis, der den Anbau fördern sollte. Der Bund bezahlte also den Getreidebauern einen hohen Preis und verkaufte das Getreide zum deutlich niedrigeren Importpreis, die Differenz wurde durch Steuermittel gedeckt. Nach dem Zweiten Weltkrieg, der landwirtschaftlich durch den Plan Wahlen geprägt war, erfuhr die Selbstversorgungs-Planwirtschaft mit den revidierten Wirtschaftsartikeln von 1947 und dem darauf fußenden Landwirtschaftsgesetz eine nochmalige Verstärkung: Für Milch und Milchprodukte etwa waren nun bei Bedarf auch mengenmäßige Einfuhr-Beschränkungen dekretierbar, oder es konnten die billigeren Importpreise mit einem Zollzuschlag belegt werden.
Nach dem Ende des Kalten Krieges, als sich die militärische Bedrohungslage und damit auch die Notwendigkeit einer guten Selbstversorgung entschärfte, erhöhte sich der politische Druck, die "Hochpreis-Insel" Schweiz zu kappen, kontinuierlich. Die Produkte-Subventionierung wurde zunehmend durch die Direktzahlungen abgelöst, womit man nicht nur Konsumentinnen-Interessen befriedigte, sondern gleichzeitig auch den Zollabbau-Forderungen der WTO sowie dem Ökologisierungs-Gebot nachzuleben versuchte.

## Aktuelle Entwicklungen
Im November 2008 einigten sich die EU-Landwirtschaftsminister darauf, dass Landwirte ab 2013 zehn Prozent weniger Direktzahlungen erhalten. Massivere Kürzungen der EU-Kommission ließen sich nicht durchsetzen.
Deutschland veröffentlichte als letztes Land der Europäischen Union nach Ablauf der Frist die Daten der EU-Subventionsempfänger im Bereich der Landwirtschaft, unter anderem die Daten der Direktzahlungen an Landwirte. Nur Bayern weigerte sich vorübergehend.
Im November 2010 entschied der Europäische Gerichtshof, dass die Veröffentlichung von EU-Subventionsempfängern im Agrarbereich in der bisherigen Form gegen EU-Recht verstößt. Der Datenschutz sei in der Vergangenheit nicht ausreichend berücksichtigt worden, die Veröffentlichung der Namen der Empfänger von Beihilfen und deren Höhe im Internet sei unverhältnismäßig. Daraufhin wurde die Veröffentlichung bis zu einer Neuregelung der Vorschriften ausgesetzt. 2015 wurde die Angaben dann wieder erneut ab dem Subventionsjahr 2014 veröffentlicht. Erstmals werden auch individuelle Agrarhilfe-Empfänger genannt. Unter den Empfängern sind neben Kleinbauern auch Energieunternehmen und europäische Schlachtkonzerne.